# Real Betis Balompié
|  | «Betis» redirigeix aquí. Vegeu-ne altres significats a «Guadalquivir». |

El Real Betis Balompié, més conegut simplement com a Real Betis o Reial Betis és una entitat esportiva de la ciutat de Sevilla a Andalusia, constituïda actualment com a societat anònima esportiva, que juga actualment a la primera divisió.
Els seus màxims guardons són un títol de Lliga i tres copes del Rei. Va ser el primer equip andalús que va jugar a primera divisió, que va guanyar la Copa del Rei en el seu actual format i que va guanyar la Lliga espanyola i el primer a jugar a la Lliga de Campions de la UEFA en l'actual format.
A més d'un campionat de Lliga i tres copes del Rei ha obtingut també dos subcampionats, un subcampionat de la Supercopa d'Espanya i un subcampionat de la Copa de la Lliga, un campionat d'Andalusia, nou subcampionats i cinc campionats de Sevilla. Va ser el quart equip a guanyar la Primera Divisió (1934-1935), i el setè en aconseguir els dos títols més importants, la Lliga i la Copa del Rei (el 1935 i 1977, respectivament). És el 6è equip en nombre d'aficionats a Espanya (3,3%), segons l'enquesta del CIS de maig de 2007, per darrere de Reial Madrid (32,8%), FC Barcelona (25,7%), València CF (7%), Athletic Club (5,1%) i Atlètic de Madrid (4,3%). Actualment té 239 penyes.
El seu màxim rival històric és el Sevilla FC, club amb el qual juga el derbi de la ciutat de Sevilla, i amb qui sempre ha mantingut una gran rivalitat molt igualada i molt apassionada que divideix la ciutat en dos.

## Història

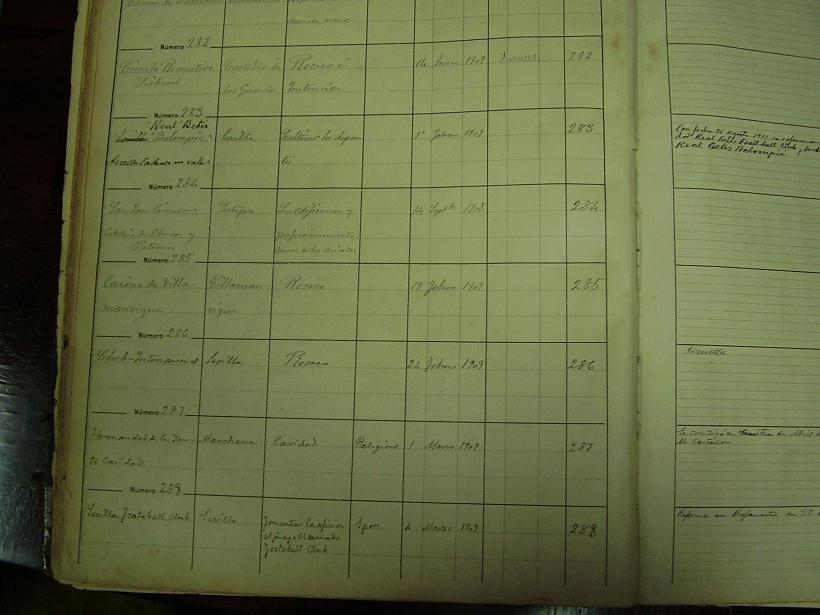
Pàgina 36 del registre del Govern Civil on apareixen inscrits el Betis i el Sevilla.

### Fundació
El club es fundà el 12 de setembre de 1907 com a Sevilla Balompié per estudiants de l'Acadèmia Politècnica del carrer Cervantes. El 1909 es va crear el Betis Foot-Ball Club d'una escissió del Sevilla FC i ambdós es van fusionar el 1914 adoptant l'actual nom.
La data de la creació del club és qüestionable tot i que molts estan d'acord que aquest és l'any 1907 amb la creació de Sevilla Balompié.
El nom del club, "Betis", deriva de Baetis, el nom romà del riu Guadalquivir que travessa la ciutat de Sevilla, el qual donava nom a la província romana Bètica. "Balompié" és una traducció literal de la paraula anglesa "football". El Betis és un dels pocs clubs espanyols que van mantenir sempre aquest nom en la seva denominació oficial, a diferència de la versió anglicitzada més comunament adoptada, "futbol". Igual que altres clubs espanyols, el "Real" es va afegir després de rebre el suport del rei espanyol Alfons XIII el 1914.
A causa dels seus orígens, el Betis va ser recolzat en general per la classe obrera, que van seguir referint-se al club com a Balompié, mentre que els aficionats van ser coneguts com Los Balompedistas fins a la dècada de 1930, quan Betis i l'adjectiu Béticos es van convertir en terminologia comuna per anomenar el club i els seus seguidors.

### Anys 30: ascens, campionat i descens
Durant la Segona República Espanyola (1931-1939), el títol Reial de totes les organitzacions va ser anul·lat i, per tant, el club va ser anomenat com Betis Balompié fins després de la Guerra Civil quan tornaria al nom complet. El club va arribar a la final de la Copa d'Espanya per primera vegada el 21 de juny de 1931, quan va perdre per 3-1 contra l'Athletic Club a Madrid. En el seu 25è aniversari, el Betis va guanyar el seu primer títol de la Segona Divisió el 1932, acabant dos punts per davant de l'Oviedo FC, convertint-se així en el primer club d'Andalusia a jugar a la Primera Divisió.
Entrenat per Patrick Joseph O'Connell, el Betis va guanyar la Lliga del 1935, superant el Madrid FC per un sol punt. La temporada següent el Betis va quedar setè, degut al desmantellament de l'equip guanyador del campionat a causa de la pobra situació econòmica del club i l'arribada de la Guerra Civil. Només 15 mesos després d'aixecar el títol de lliga, només quedaven dos jugadors guanyadors el 1935: Peral i Saro. No es va celebrar cap lliga oficial durant la Guerra Civil entre 1936 i 1939, fins a la seva represa per a la temporada 1939-40. La Guerra Civil va afectar molt al Betis i va acabar descendit, i des de llavors va entrar en declivi.

### Anys més foscos
Tot i un breu retorn a la primera divisió l'any 1942 que va durar només una temporada, el club va continuar declinant i, el 1947, van ser relegats a la Tercera Divisió. Molts aficionats veuen els deu anys que van passar a la categoria com a clau de la "identitat" i "ànima" del club. Durant aquest temps, el Betis es va guanyar una reputació per omplir el seu estadi i tenir un suport massiu als partits fora de casa, conegut com les "marchas verdes". La seva "ànima" es troba en una expressió que en els anys 1950 va despertar la simpatia de tot Espanya: "Viva er Beti manque pierda!", que ve d'un himne de 1954, quan els bètics van aconseguir l'ascens a Segona, en plena eufòria per una victòria mítica a Tetuan per 1-2 davant l'Espanyol de Tetuan, filial de l'Atlético Tetuan quan encara era un club espanyol.
Quan l'equip va tornar al segon nivell el 1954, va guanyar la distinció de ser l'únic club d'Espanya en va guanyar els tres títols de les grans divisions. Gran part del crèdit per guiar al Betis durant aquest període fosc i tornar a segona recau en el president Manuel Ruiz Rodríguez.

### Benito Villamarín
El 1955, Manuel Ruiz Rodríguez va abandonar la direcció del club, creient que no podia oferir més creixement econòmic, i va ser reemplaçat pel president més famós del Betis, Benito Villamarín. Sota la seva presidència, el Betis va tornar a la primera divisió la 1958-59 i va acabar en tercer lloc el 1964. La compra de l'estadi Heliópolis el 1961 és vista com un punt clau en la història del club: els terrenys van ser anomenats Estadi Benito Villamarín. El 1965, Villamarín va abandonar el seu càrrec després de deu anys al capdavant del club.
Només un any després que marxés Villamarín, el club tornaria a ser descendit a segona divisió, pujant i baixant gairebé consecutivament fins a consolidar-se a primera la temporada 1974-75.

### 1977-1992: primera Copa del Rei i classificació europea
El 1977 va guanyar la Copa del Rei, la primera de la democràcia, contra Athletic Club a l'estadi Vicente Calderón i va acabar cinquè en la lliga. Després d'aquest triomf, el Betis va competir en la Recopa d'Europa: després de derrotar l'AC Milan per 3-2 en la primera ronda, l'equip va arribar als quarts de final, on van perdre amb el Dynamo de Moscou. Tot i la seva bona actuació a Europa, l'equip va patir un descens inesperat a Segona Divisió.
L'any següent, el Betis va tornar a primera i va marcar un període de bons moments per al clubi l'"Eurobetis": tres tempirades acabant entre els sis primers així com la classificació per la Copa de la UEFA el 1982 i 1984.

### Crisi econòmica i Manuel Ruiz de Lopera
Durant l'estiu de 1992 el Betis es va veure sotmès a les noves normes de la lliga per la seva reestructuració com a societat anònima esportiva (SAD), que exigia al club dotar-se de 1.200 milions de pessetes. El club gairebé va desaparèixer per una forta crisi, però va ser salvat pel vicepresident Manuel Ruiz de Lopera, que va esdevenir el seu propietari.

### Èxit de Serra Ferrer
Després d'altres tres temporades a la segona divisió, amb el club dirigit per Llorenç Serra Ferrer, el Betis va tornar al màxim partit de la temporada 1994-95, aconseguint posteriorment un tercer lloc final, per la qual cosa va classificar a la Copa de la UEFA.
A la campanya europea, Betis va eliminar el Fenerbahçe SK (4-1 en total) i 1. FC Kaiserslautern (4-1) abans de perdre contra el Girondins de Bordeaux (3-2). El 1997, 20 anys després de guanyar el trofeu per primera vegada, el club va tornar a la final de la Copa del Rei, que es va celebrar novament a Madrid, encara que aquesta vegada a l'Estadi Santiago Bernabéu, perdent 2-3 contra el FC Barcelona al temps afegit.
Serra Ferrer deixaria de Betis aquell estiu, per ser substituït per l'exjugador Luis Aragonés. Aragonés només va durar una temporada amb el club, deixant el club en el vuitè lloc i els quarts de final de la Recopa d'Europa 1997-98, on perdrien 2-5 en total contra el Chelsea FC.
Aragonés va ser substituït per Javier Clemente, amb qui va acabar a l'onzena posició i va ser eliminat de la Copa de la UEFA pel Bologna en la tercera ronda. Durant les properes temporades, el Betis va passar per nombrosos entrenadors, un descens i un descens, després d'això, l'equip va acabar sisè a la Lliga amb Juande Ramos al capdavant.
Tot i això, Ramos va durar sola temporada, sent substituït per Víctor Fernández, amb qui va acabar vuitè la 2002-03 i novè la 2003-04 a la Lliga i eliminat a la tercera ronda de la Copa de la UEFA 2002-03 per l'AJ Auxerre (1-2 en total).
El 2004, Fernández va ser substituït per la tornada de Serra Ferrer, amb qui van acabar el la quarta posició i van guanyar la Copa del Rei després d'un gol en el temps afegit de Dani en una victòria per 2-1 contra l'Osasuna.
La quarta posició a la Lliga va fer que el Betis es convertís en el primer equip andalús a competir en la Champions, i va arribar a la fase de grups després d'eliminar l'AS Mònaco en l'última ronda de la fase prèvia (3-2 en total). En la fase de grups, malgrat un triomf de casa per 1-0 contra el Chelsea FC, el club va acabar tercer, accedint a la Copa de la UEFA, on seria derrotat als setzens de final per l'Steaua Bucureşti (0-0 a fora, 0-3 a casa).

### Celebracions del centenari
El Betis va celebrar el seu any centenari el 2007. Les celebracions van incloure un partit especial contra l'AC Milan, recents campions d'Europa, el 9 d'agost, amb els amfitrions guanyant 1-0 gràcies a un penal marcat per Mark González als inicis de la segona part. Set dies més tard, el club va guanyar el Trofeu Ramón de Carranza, celebrat a Cadis, vencent al Reial Saragossa per penals en la final, havent derrotat al Reial Madrid en les semifinals.
Al voltant de la celebració, va ser un moment de gran canvi pel que fa l'estil de joc i tècnics, amb vuit nous fitxatges que van substituir 14 baixes. Durant les dues temporades (2006-07 i 2007-08) que van abastar l'any centenari, Betis va tenir quatre directius diferents. Durant aquesta última campanya, el club va ser el 37è millor equip seguit a Europa respecte a les assistències mitjanes.

### Segona divisió
Després de molts anys evitant el descens, la temporada 2008-09 el Betis va finalitzar amb un empat per 1-1 contra el Reial Valladolid a casa. Amb aquest resultat, el club va acabar 18è a la taula i, per tant, va ser relegat a la segona divisió.

### Retorn a la Lliga
Després d'una temporada en què no va tenir la sort de retornar a la Primera divisió, el Betis va pujar, la temporada 2010-2011, de la mà del tècnic Pepe Mel. Una altra vegada sota Pepe Mel, el Betis va començar la temporada 2011-12 amb quatre victòries seguides. Va acabar la 13a posició en la seva primera temporada des que va tornar a la Lliga.
En la temporada 2012-13, Betis va acabar setè a la Lliga i va classificar per a la UEFA Europa League 2013-14, la primera qualificació europea del club des de la Lliga de Campions 2005-06. La campanya europea va acabar als quarts de final després de perdre als penals contra el Sevilla. El Betis va descendir a falta de tres partits en la temporada 2013-14, però va tornar immediatament com a campió de la Segona Divisió.

## Palmarès
- Lliga: 1 (1934-35)
- Copa del Rei: 3 (1977, 2005, 2022)
- Campionat Regional Sud: 1 (1928)

## Jugadors

### Plantilla 2025-26
A 31 juliol 2025.
| N. | Pos. | Nac. | Jugador                 |
| -- | ---- | --- | ----------------------- |
| 1  | POR  | [[Fitxer:Flag of Spain.svg\|23x15px\|border \|alt=Espanya\|link=Selecció de futbol d'Espanya\|{{#if:\|]]                                                                                    | Álvaro Valles           |
| 2  | DEF  | [[Fitxer:Flag of Catalonia.svg\|23x15px\|border \|alt=Catalunya\|link=Selecció de futbol de Catalunya\|{{#if:\|]]                                                                           | Héctor Bellerín         |
| 3  | DEF  | [[Fitxer:Flag of Spain.svg\|23x15px\|border \|alt=Espanya\|link=Selecció de futbol d'Espanya\|{{#if:\|]]                                                                                    | Diego Llorente          |
| 4  | DEF  | [[Fitxer:Flag of Brazil.svg\|23x15px\|border \|alt=Brasil\|link=Selecció de futbol del Brasil\|{{#if:\|]]                                                                                   | Natan                   |
| 5  | DEF  | [[Fitxer:Flag of Catalonia.svg\|23x15px\|border \|alt=Catalunya\|link=Selecció de futbol de Catalunya\|{{#if:\|]]                                                                           | Marc Bartra (2n capità) |
| 6  | MIG  | [[Fitxer:Flag of Catalonia.svg\|23x15px\|border \|alt=Catalunya\|link=Selecció de futbol de Catalunya\|{{#if:\|]]                                                                           | Sergi Altimira          |
| 8  | MIG  | [[Fitxer:Flag of the Valencian Community (2x3).svg\|23x15px\|border \|alt=País Valencià\|link=Selecció de futbol del País Valencià\|{{#if:\|]]                                              | Pablo Fornals           |
| 9  | DAV  | [[Fitxer:Flag of Argentina.svg\|23x15px\|border \|alt=Argentina\|link=Selecció de futbol de l'Argentina\|{{#if:\|]]                                                                         | Chimy Ávila             |
| 10 | DAV  | [[Fitxer:Flag of Morocco.svg\|23x15px\|border \|alt=Marroc\|link=Selecció de futbol del Marroc\|{{#if:\|]]                                                                                  | Abde Ezzalzouli         |
| 11 | DAV  | [[Fitxer:Flag of the Democratic Republic of the Congo.svg\|23x15px\|border \|alt=República Democràtica del Congo\|link=Selecció de futbol de la República Democràtica del Congo\|{{#if:\|]] | Cédric Bakambu          |
| 12 | DEF  | [[Fitxer:Flag of Switzerland.svg\|23x16px\|border \|alt=Suïssa\|link=Selecció de futbol de Suïssa\|{{#if:\|]]                                                                               | Ricardo Rodriguez       |
| 13 | POR  | [[Fitxer:Flag of Spain.svg\|23x15px\|border \|alt=Espanya\|link=Selecció de futbol d'Espanya\|{{#if:\|]]                                                                                    | Adrián                  |
| 14 | MIG  | [[Fitxer:Flag of Spain.svg\|23x15px\|border \|alt=Espanya\|link=Selecció de futbol d'Espanya\|{{#if:\|]]                                                                                    | Iker Losada             |
| 15 | DEF  | [[Fitxer:Flag of France (1794–1815, 1830–1974).svg\|23x15px\|border \|alt=França\|link=Selecció de futbol de França\|{{#if:\|]]                                                             | Romain Perraud          |

| N. | Pos. | Nac. | Jugador          |
| -- | ---- | --- | ---------------- |
| 17 | MIG  | [[Fitxer:Flag of Spain.svg\|23x15px\|border \|alt=Espanya\|link=Selecció de futbol d'Espanya\|{{#if:\|]]                                             | Rodrigo Riquelme |
| 18 | DAV  | [[Fitxer:Flag of Spain.svg\|23x15px\|border \|alt=Espanya\|link=Selecció de futbol d'Espanya\|{{#if:\|]]                                             | Borja Iglesias   |
| 19 | DAV  | [[Fitxer:Flag of Colombia.svg\|23x15px\|border \|alt=Colòmbia\|link=Selecció de futbol de Colòmbia\|{{#if:\|]]                                       | Cucho Hernández  |
| 20 | MIG  | [[Fitxer:Flag of Argentina.svg\|23x15px\|border \|alt=Argentina\|link=Selecció de futbol de l'Argentina\|{{#if:\|]]                                  | Giovani Lo Celso |
| 21 | MIG  | [[Fitxer:Flag of Catalonia.svg\|23x15px\|border \|alt=Catalunya\|link=Selecció de futbol de Catalunya\|{{#if:\|]]                                    | Marc Roca        |
| 22 | MIG  | [[Fitxer:Flag of Spain.svg\|23x15px\|border \|alt=Espanya\|link=Selecció de futbol d'Espanya\|{{#if:\|]]                                             | Isco (capità)    |
| 23 | DEF  | [[Fitxer:Flag of the Dominican Republic.svg\|23x15px\|border \|alt=República Dominicana\|link=Selecció de futbol de República Dominicana\|{{#if:\|]] | Junior Firpo     |
| 24 | DEF  | [[Fitxer:Flag of Spain.svg\|23x15px\|border \|alt=Espanya\|link=Selecció de futbol d'Espanya\|{{#if:\|]]                                             | Aitor Ruibal     |
| 25 | POR  | [[Fitxer:Flag of Spain.svg\|23x15px\|border \|alt=Espanya\|link=Selecció de futbol d'Espanya\|{{#if:\|]]                                             | Fran Vieites     |
| 32 | DEF  | [[Fitxer:Flag of Senegal.svg\|23x15px\|border \|alt=Senegal\|link=Selecció de futbol del Senegal\|{{#if:\|]]                                         | Nobel Mendy      |
| 40 | DEF  | [[Fitxer:Flag of Spain.svg\|23x15px\|border \|alt=Espanya\|link=Selecció de futbol d'Espanya\|{{#if:\|]]                                             | Ángel Ortiz      |
| —  | POR  | [[Fitxer:Flag of Catalonia.svg\|23x15px\|border \|alt=Catalunya\|link=Selecció de futbol de Catalunya\|{{#if:\|]]                                    | Pau López        |
| —  | DEF  | [[Fitxer:Flag of Argentina.svg\|23x15px\|border \|alt=Argentina\|link=Selecció de futbol de l'Argentina\|{{#if:\|]]                                  | Valentín Gómez   |
| —  | DAV  | [[Fitxer:Flag of Uruguay.svg\|23x15px\|border \|alt=Uruguai\|link=Selecció de futbol de l'Uruguai\|{{#if:\|]]                                        | Gonzalo Petit    |

Els equips de la lliga espanyola estan limitats a tenir en la plantilla un màxim de tres jugadors sense passaport de la Unió Europea. La llista inclou només la principal nacionalitat de cada jugador, o aquella que correspongui a la selecció amb la qual juga internacionalment; alguns jugadors no europeus tenen doble nacionalitat d'algun país de la UE:

### Números retirats
26  Miki Roqué (mort) (2009–12)

## Estadístiques
- Temporades a 1a: 51.
- Temporades a 2a: 25.
- Temporades a 2a B: 0.
- Temporades a 3a: 7.
- Millor posició a la lliga: 1r
- Pitjor posició a la lliga: 20è
- Posició històrica: 10è
- Major victòria com a local a la Lliga

| Real Betis | 12–0 | Reial Saragossa |
| ---------- | ---- | --------------- |
|            |      |                 |

 Estadi Benito Villamarín, (Sevilla)        
- Major victòria com a visitant a la Lliga

| Cadis CF | 0–8 | Real Betis |
| -------- | --- | ---------- |
|          |     |            |

 Estadi Ramón de Carranza, (Cadis)        
- Major derrota com a local a la Lliga

| Real Betis | 1–6 | Reial Madrid CF |
| ---------- | --- | --------------- |
|            |     |                 |

 Estadi Benito Villamarín, (Sevilla)        
- Major derrota com a visitant a la Lliga

| Athletic Club | 9–1 | Real Betis |
| ------------- | --- | ---------- |
|               |     |            |

 Estadi de San Mamés, (Bilbao)        